# Meaulne-Vitray
Meaulne-Vitray község Franciaország Auvergne-Rhône-Alpes régiójában, Allier megyében. Új községként 2017. január 1-jén jött létre Meaulne és Vitray egyesítésével. A két korábbi település delegált község státusszal az új község része lett. Lakosainak száma 907 fő (2022. január 1.).

## Népesség
| Lakosok száma | 877  | 887  | 889  | 889  | 904  | 906  | 908  | 901  | 907  |
|               | 2013 | 2015 | 2016 | 2017 | 2018 | 2019 | 2020 | 2021 | 2022 |